# Верблюд (геральдика)
Верблюд — геральдична фігура, поширена в територіальній геральдиці, що позначає торгові шляхи та успішну торгівлю. Рідкісна геральдична тварина вперше з'явилася приблизно в ХІІІ столітті.
В описі уточнюється, чи включений до герба одногорбий верблюд, двогорбий верблюд чи лама. Зображався з одним і двома горбами, нав'юченими і без поклажі, іноді з вуздечкою. Переважно зображався на повний зріст і рідко як відсічена голова (кілька голів). У колірному зображенні, як правило, натурального кольору, рідше золотий. Символіка, що вкладається в нього, має позитивне і правдиве значення: «смиренність», «скромність і розсудливість», тому що підтримує покірно втомлених, але не бере вантажу більше, ніж може витримати.
У гербовнику П. фон Вінклера геральдична фігура верблюда використовується в гербах або в окремих частинах міст: Баку (Каспійська обл.), Семипалатинськ, Челябінськ. Був присутнім у гербі Семипалатинської області.
У Російській Федерації є гербом Челябінська та Челябінської області, входить до гербів міст даної області: Верхній Уфалей та Троїцьк, а також входить до гербів Світлинського та Кош-Агацького районів.
У міжнародній геральдиці відбито у гербах: Еритреї, Пльзень (Чехія), звідки герб перекочував на етикетки пльзеньського пива Pilsner Urguell.

## Галерея

Герб Перу
Герб Болівії
Емблема Еритреї
Проєкт герба Сполученого Королівства Ріо-де-ла-Плати, Перу та Чилі
Герб Белуджистана (Пакистан)
Герб Іспанської Сахари (1955-75)
Герб Семипалатинської області (Російська імперія)
Герб Челябінської області (Росія)
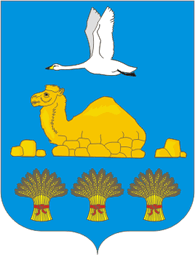
Герб Світлинського району Челябінської області (Росія)
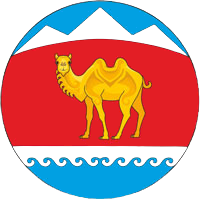
Герб Кош-Агацького району Челябінської області (Росія)
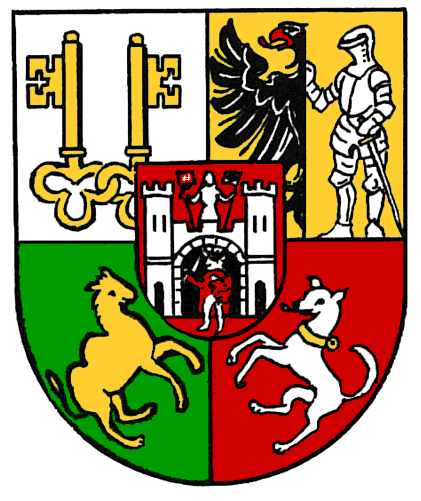
Герб Пльзеня (Чехія)
Герб муніципалітету Туйнехе (Іспанія)
Герб міста Кемзеке (Бельгія)
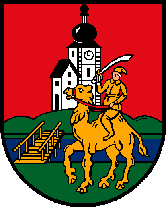
Герб Тимелькама (Австрія)
Герб комуни Ла-Курон (Франція)
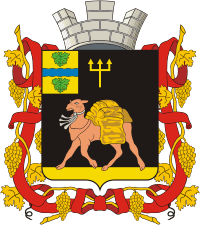
Герб Казалінська (Російська імперія)
Герб Челябінська (Росія)
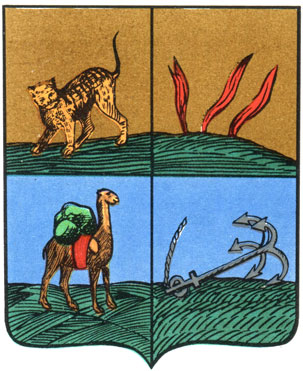
Перший герб Баку (Російська імперія)
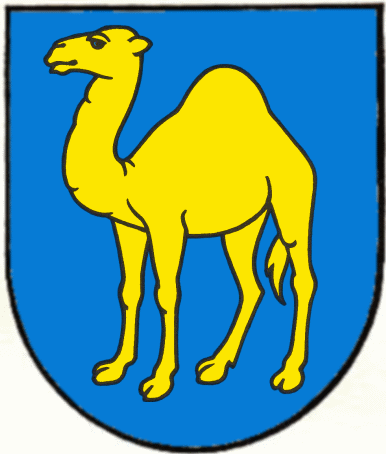
Цехова організація «Гільдія Кембеля» (Цюрих, Швейцарія)
Командування на Близькому Сході (Велика Британія)
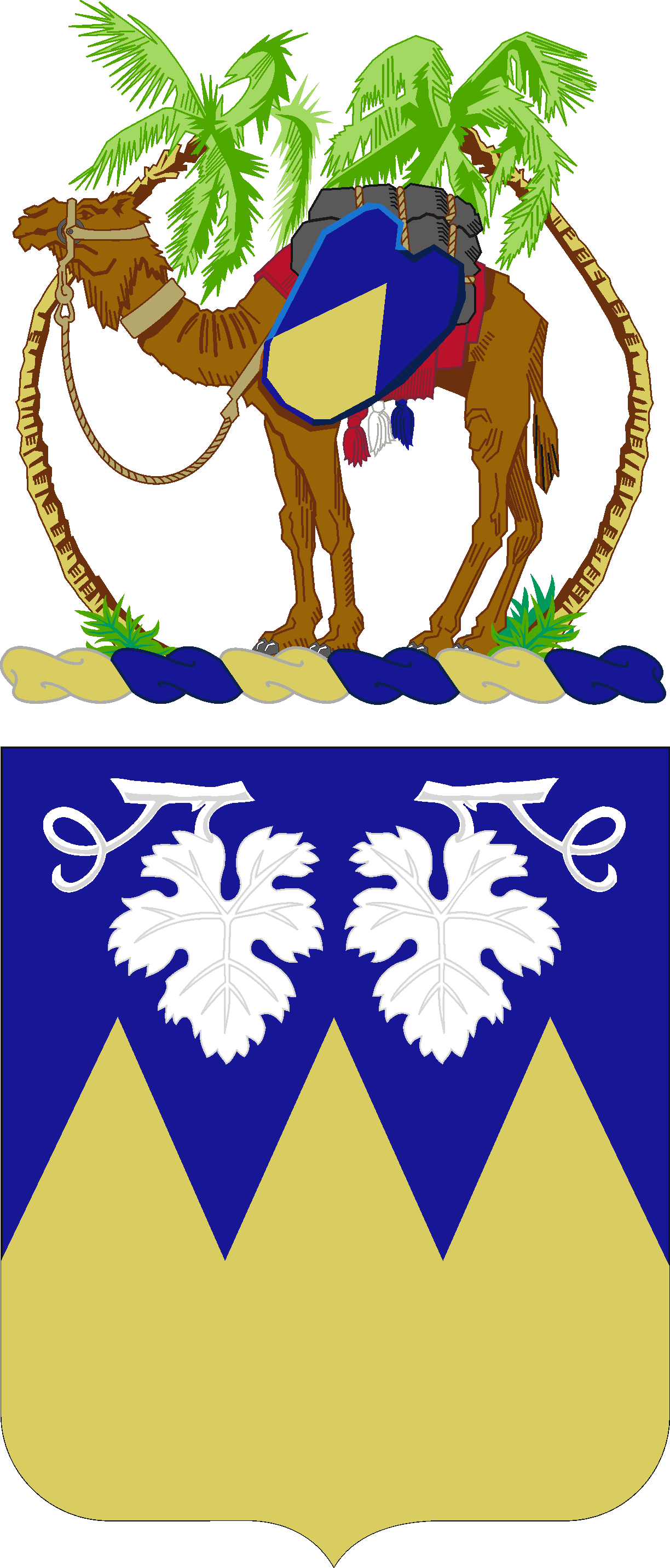
Герб 13-го батальйону бойового забезпечення (США)